# Atriplex patula
Espèce
Atriplex patula, l'Arroche étalée est une espèce de plantes herbacées de la famille des Amaranthacées (anciennement des Chénopodiacées).

## Liste des sous-espèces et variétés
Selon Catalogue of Life (10 septembre 2015) :
- sous-espèce Atriplex patula subsp. austro-africana
- sous-espèce Atriplex patula subsp. verreauxii
- variété Atriplex patula var. angustifolia Bolus & Wolley-Dod
- variété Atriplex patula var. erecta

Selon The Plant List (10 septembre 2015) :
- sous-espèce Atriplex patula subsp. austroafricana Aellen
- sous-espèce Atriplex patula subsp. verreauxii (Moq.) Aellen

Selon Tropicos (10 septembre 2015) (Attention liste brute contenant possiblement des synonymes) :
- sous-espèce Atriplex patula subsp. alaskensis (S. Watson) H.M. Hall & Clem.
- sous-espèce Atriplex patula subsp. amana (Post) Aellen
- sous-espèce Atriplex patula subsp. austro-africana Aellen
- sous-espèce Atriplex patula subsp. glabriuscula (Edmondston) H.M. Hall & Clem.
- sous-espèce Atriplex patula subsp. hastata (L.) H.M. Hall & Clem.
- sous-espèce Atriplex patula subsp. litoralis (L.) H.M. Hall & Clem.
- sous-espèce Atriplex patula subsp. littoralis (L.) H.M. Hall & Clem.
- sous-espèce Atriplex patula subsp. obtusa (Cham.) H.M. Hall & Clem.
- sous-espèce Atriplex patula subsp. patula
- sous-espèce Atriplex patula subsp. producta (Guss.) Giardina & Raimondo
- sous-espèce Atriplex patula subsp. spicata H.M. Hall & Clem.
- sous-espèce Atriplex patula subsp. verreauxii Aellen
- variété Atriplex patula var. alaskensis (S. Watson) S.L. Welsh
- variété Atriplex patula var. angustifolia Rodway
- variété Atriplex patula var. bracteata Westlund
- variété Atriplex patula var. gunnii Aellen
- variété Atriplex patula var. hastata (L.) A. Gray
- variété Atriplex patula var. japonica H. Lév.
- variété Atriplex patula var. litoralis (L.) A. Gray
- variété Atriplex patula var. littoralis (L.) A. Gray
- variété Atriplex patula var. macrodira (Guss.) Iamonico
- variété Atriplex patula var. oblanceolata (Vict. & J. Rousseau) B. Boivin
- variété Atriplex patula var. obtusa (Cham.) C.L. Hitchc.
- variété Atriplex patula var. patula
- variété Atriplex patula var. producta Guss.
- variété Atriplex patula var. prostrata (Boucher ex DC.) Mert. & W.D.J. Koch
- variété Atriplex patula var. salina Wallr.
- variété Atriplex patula var. serratifolia Aellen
- variété Atriplex patula var. subspicata (Nutt.) S. Watson
- variété Atriplex patula var. tatarica Trautv.
- variété Atriplex patula var. triangularis (Willd.) K.H. Thorne & S.L. Welsh
- variété Atriplex patula var. zosterifolia (Hook.) C.L. Hitchc.